# Ryōhei Michibuchi
Ryōhei Michibuchi (道渕 諒平?, Michibuchi Ryōhei; Prefettura di Miyagi, 16 giugno 1994) è un calciatore giapponese, centrocampista del Smederevo.